# Sejr (film)
 For alternative betydninger, se Sejr (flertydig). (Se også artikler, som begynder med Sejr)
Sejr (russisk: Победа) er en sovjetisk film fra 1938 instrueret af Mikhail Doller og Vsevolod Pudovkin.

## Medvirkende
- Jekaterina Kortjagina-Aleksandrovskaja
- Vladimir Solovjov - Klim Samojlov
- S. Ostroumov - Lomov
- N. Sanov - Gudiashvili
- Aleksandr Gretjanyj - Gorelov